# Haitou, Guangdong
Haitou (kinesiska: 海头) är ett stadsdelsdistrikt i sydöstra Kina. Det ligger i stadsdistriktet Xiashan i staden Zhanjiang i provinsen Guangdong, omkring 370 kilometer sydväst om provinshuvudstaden Guangzhou. Antalet invånare är 17 644. Befolkningen består av 8 636 kvinnor och 9 008 män. Barn under 15 år utgör 17,0 %, vuxna 15-64 år 75 %, och äldre över 65 år 7,0 %.